# Graveson
 Graveson  es una localidad y comuna de Francia, en la región de Provenza-Alpes-Costa Azul, departamento de Bocas del Ródano, en el distrito de Arlés y cantón de Châteaurenard.
Su población en el censo de 1999 era de 3.188 habitantes. La aglomeración urbana la forma la propia comuna.
Está integrada en la  Communauté de communes Rhône Alpilles Durance .